# La Verrie
La Verrie és un municipi francès situat al departament de Vendée i a la regió de País del Loira. L'any 2007 tenia 3.629 habitants.

## Demografia

### Població
El 2007 la població de fet de La Verrie era de 3.629 persones. Hi havia 1.386 famílies de les quals 301 eren unipersonals (121 homes vivint sols i 180 dones vivint soles), 493 parelles sense fills, 525 parelles amb fills i 67 famílies monoparentals amb fills.
La població ha evolucionat segons el següent gràfic:
Habitants censats

### Habitatges
El 2007 hi havia 1.454 habitatges, 1.403 eren l'habitatge principal de la família, 13 eren segones residències i 39 estaven desocupats. 1.335 eren cases i 114 eren apartaments. Dels 1.403 habitatges principals, 1.086 estaven ocupats pels seus propietaris, 309 estaven llogats i ocupats pels llogaters i 8 estaven cedits a títol gratuït; 4 tenien una cambra, 54 en tenien dues, 171 en tenien tres, 356 en tenien quatre i 817 en tenien cinc o més. 1.137 habitatges disposaven pel capbaix d'una plaça de pàrquing. A 591 habitatges hi havia un automòbil i a 748 n'hi havia dos o més.

### Piràmide de població
La piràmide de població per edats i sexe el 2009 era:
| Homes | Edats   | Dones |
| ----- | ------- | ----- |
| 0     | 95 o +  | 4     |
| 4     | 90 a 94 | 20    |
| 4     | 85 a 89 | 36    |
| 12    | 80 a 84 | 24    |
| 40    | 75 a 79 | 64    |
| 80    | 70 a 74 | 56    |
| 52    | 65 a 69 | 72    |
| 52    | 60 a 64 | 48    |
| 60    | 55 a 59 | 56    |
| 92    | 50 a 54 | 104   |
| 172   | 45 a 49 | 112   |
| 164   | 40 a 44 | 148   |
| 176   | 35 a 39 | 172   |
| 164   | 30 a 34 | 96    |
| 96    | 25 a 29 | 120   |
| 108   | 20 a 24 | 108   |
| 108   | 15 a 19 | 176   |
| 136   | 10 a 14 | 160   |
| 112   | 5 a 9   | 200   |
| 108   | 0 a 4   | 72    |

## Economia
El 2007 la població en edat de treballar era de 2.405 persones, 1.810 eren actives i 595 eren inactives. De les 1.810 persones actives 1.709 estaven ocupades (931 homes i 778 dones) i 101 estaven aturades (39 homes i 62 dones). De les 595 persones inactives 316 estaven jubilades, 161 estaven estudiant i 118 estaven classificades com a «altres inactius».

### Ingressos
El 2009 a La Verrie hi havia 1.420 unitats fiscals que integraven 3.721 persones, la mediana anual d'ingressos fiscals per persona era de 17.256 €.

### Activitats econòmiques
Dels 159 establiments que hi havia el 2007, 2 eren d'empreses extractives, 6 d'empreses alimentàries, 2 d'empreses de fabricació de material elèctric, 21 d'empreses de fabricació d'altres productes industrials, 22 d'empreses de construcció, 30 d'empreses de comerç i reparació d'automòbils, 10 d'empreses de transport, 8 d'empreses d'hostatgeria i restauració, 4 d'empreses d'informació i comunicació, 14 d'empreses financeres, 1 d'una empresa immobiliària, 15 d'empreses de serveis, 14 d'entitats de l'administració pública i 10 d'empreses classificades com a «altres activitats de serveis».
Dels 44 establiments de servei als particulars que hi havia el 2009, 1 era una oficina de correu, 3 oficines bancàries, 1 funerària, 7 tallers de reparació d'automòbils i de material agrícola, 1 autoescola, 4 paletes, 4 guixaires pintors, 6 fusteries, 3 lampisteries, 2 electricistes, 5 perruqueries, 2 veterinaris i 5 restaurants.
Dels 7 establiments comercials que hi havia el 2009, 1 era una botiga de més de 120 m², 2 fleques, 1 una botiga de roba, 1 una sabateria, 1 una perfumeria i 1 una floristeria.
L'any 2000 a La Verrie hi havia 94 explotacions agrícoles que ocupaven un total de 3.212 hectàrees.

## Equipaments sanitaris i escolars
El 2009 hi havia 2 farmàcies i 2 ambulàncies.
El 2009 hi havia 2 escoles elementals.

## Poblacions més properes
El següent diagrama mostra les poblacions més properes.